# Conisania egenoides
Conisania egenoides är en fjärilsart som beskrevs av Charles Boursin 1966. Conisania egenoides ingår i släktet Conisania och familjen nattflyn. Inga underarter finns listade i Catalogue of Life.